# Sally G
Sally G ist ein Lied der britischen Musikgruppe Wings, das 1974 als Single B-Seite von Junior’s Farm veröffentlicht wurde. Es war die neunte Single der Wings, in Deutschland die zehnte. Komponiert wurde es von Paul McCartney und Linda McCartney.

## Hintergrund
Während der Aufnahmen zum Album Band on the Run waren Wings nur noch ein Trio, nachdem Gitarrist Henry McCullough und Schlagzeuger Denny Seiwell vor Beginn der Sessions in Lagos, Nigeria ausgestiegen waren. McCartney holte den schottischen Gitarristen Jimmy McCulloch und den englischen Schlagzeuger Geoff Britton, in dieser Formation flog die Band nach Nashville, USA, um mit neuen Aufnahmen zu beginnen. Dort wohnte die Band auf der Farm des Tennessee-Session-Musikers Claude Putman Jr. Wings probte in Putmans Garage, bevor sie im Juli 1974 in den Sound Shop Studios in Nashville aufnahm.
Sally G wurde geschrieben, nachdem McCartney im Skull’s Rainbow Rool in Nashvilles Stadtteil Printer’s Alley getrunken hatte, wo er einen Liveauftritt von Diane Gaffney sah. Inspiriert vom Auftritt schrieb er das Lied in einem Hinterzimmer des Clubs, es trug ursprünglich den Titel Diane. Paul McCartney setzte bei der Aufnahmesession ortsansässige Studiomusiker ein, er sagte über das Lied: „Wenn ich an einem Ort bin, ist es nicht ungewöhnlich, dass ich darüber schreiben möchte, wo ich bin. Elton John hat Philadelphia Freedom gemacht, weißt du. Du siehst viel davon, jemand kommt und schreibt am nächsten Tag einen Song. Da ich in Nashville war, wollte ich ein paar einheimische Jungs einsetzen. Ich habe nie mit einem Steel-Gitarristen aus Nashville zusammengearbeitet, und ich musste ein bisschen Material haben, das ich mitbringen und ihn bitten konnte, es zu spielen. Dieser Typ namens Buddy nahm uns mit in die Printer’s Alley, ein kleines Clubviertel. Es gab ein paar Leute, die nur Country-Musik spielten, und wir stellten uns ein bisschen mehr vor, als wir für 'Sally G' gesehen hatten. Ich sah niemanden namens Sally G, als ich in der Printer’s Alley war, und ich sah auch niemanden, der mich beäugte, als sie 'A Tangled Mind' sang. Das war meine Vorstellung, die etwas hinzufügte zur Realität.“
Sally G wurde eigenständig beworben und erreichte als B-Seite separat Platz 17 in den Charts in den USA. Trotz des kommerziellen Erfolgs wurde die Single nicht für das kommende Album Venus and Mars verwendet. McCartney sagte dazu: „Wir dachten nicht, dass es wieder ein Hit werden würde, wir wollten den Song nur zeigen. Zwanzig Jahre später sagt jemand: ‚Das ist die brillante B-Seite von Joni Mitchell‘, aber die Leute kennen es nicht!“
Für Sally G wurde kein Musikvideo gedreht und Wings spielten Sally G auch nicht live.

## Aufnahme
Sally G wurde von den Wings am 9. Juli 1974 in den Soundshop Recording Studios in Nashville mit Paul McCartney als Produzenten aufgenommen. Ernie Winfrey war der Toningenieur der Aufnahmen. Die Abmischung erfolgte im Juli ebenfalls in den Soundshop Recording Studios.
Besetzung:
- Paul McCartney: Gesang, Akustikgitarre
- Linda McCartney: Hintergrundgesang
- Denny Laine: Hintergrundgesang
- Jimmy McCulloch: Akustikgitarre
- Geoff Britton: Schlagzeug
- Lloyd Green: Pedal-Steel-Gitarre, Dobro
- Bob Wills: Geige
- Johnny Gimble: Geige

## Coverversionen
Es gibt vier Coverversionen von Sally G.

## Veröffentlichung
- Die Single Junior’s Farm / Sally G erschien in Großbritannien am 25. Oktober 1974 (USA: 4. November 1974).[4] Die Promotionsingle wurde in den USA wie folgt veröffentlicht: Auf der A-Seite befindet sich die Mono-Version von Sally G und auf der B-Seite die handelsübliche Single-Version des Liedes.[5] Die Single war McCartneys letzte Veröffentlichung auf Apple Records, bevor er im Mai 1975 nach der Auflösung der Partnerschaft der Beatles einen Solo-Plattenvertrag mit Capitol Records unterzeichnete.
- Am 10. Juli 1989 wurde das Album Wings at the Speed of Sound erstmals auf CD mit drei Bonusliedern, inklusive Sally G, veröffentlicht.[6] Am 7. Juni 1993[7] wurde die CD in einer erneut von Peter Mew remasterten Version mit denselben drei Bonusliedern veröffentlicht.[8] Auf der Wiederveröffentlichung von 2014 war Sally G nicht mehr enthalten.
- Am 31. Oktober 2014 (Standard Edition) und am 7. November 2014 (Deluxe Edition) wurde Venus and Mars, zum dritten Mal remastert, von dem Musiklabel Hear Music / Concord Music Group als Teil der Paul McCartney Archive Collection veröffentlicht. Diese Versionen enthalten Sally G.[9]
- Am 14. Juni 2024 erschien das Wings-Album One Hand Clapping, es enthält Aufnahmen aus dem August 1974, so auch Sally G.